# The Happy Dustmen's Christmas
The Happy Dustmen's Christmas è un cortometraggio muto del 1914 diretto da W.P. Kellino.

## Trama
Gli spazzini vincono un cesto natalizio ma avranno difficoltà a cucinare l'oca.

## Produzione
Il film fu prodotto dalla Vaudefilms.

## Distribuzione
Distribuito dalla A & C, il film - un cortometraggio di 262 metri - uscì nelle sale cinematografiche britanniche nel novembre 1914.